# Antonov An-32
Dimensions
L'Antonov An-32 (Code OTAN : Cline) est un avion de transport militaire biturbopropulseur soviétique puis ukrainien. Il s'agit d'une version remotorisée de l'Antonov An-26.

## Conception
Le premier prototype s'envola pour la première fois le 9 juillet 1976. L'appareil fut présenté pour la première fois au salon du Bourget en 1977. Après deux prototypes, la production en série fut lancée à une cadence de 40 appareils par an. Les premiers appareils furent réceptionnés par l'Inde.

## Description
Le prototype de l'An-32 est issu de la modification d'une cellule d'un An-26. Il est équipé de deux turbopropulseurs Ivchenko AI-20M placés au-dessus des ailes, le flux d'air brassé par les hélices soufflant ainsi l'extrados des ailes et améliorant la portance. Cette particularité lui permet d'opérer par des températures et des altitudes élevées. De plus, cela augmente grandement ses performances au décollage et sa charge utile.
Il est en outre équipé d'un APU logé à l'arrière de la nacelle tribord qui lui permet ainsi d'être autonome.

## Variantes
- An-32 : Version standard.
- An-32B : Version un peu plus puissante.
- An-32P : Version de lutte anti-incendie.
- An-132 : version remotorisée et occidentalisée.

## Utilisateurs
[Quand ?]
Utilisateurs militaires
- Afghanistan : 6 appareils ;
- Angola : 3 appareils ;
- Bangladesh : 3 appareils ;
- Côte d'Ivoire : 1 appareil ;
- Croatie : 2 appareils ;
- Cuba : 2 appareils ;
- Éthiopie : 1 appareil ;
- Inde : 123 appareils baptisés « Sutlej » ;
- Kazakhstan
- Pérou : 28 appareils ;
- Russie : 50 appareils ;
- Libye : 2 appareils (décembre 2016)[2] ;
- Sri Lanka : 5 appareils.

### Développement lié
- Antonov An-24
- Antonov An-26
- Antonov An-30

### Ordre de désignation
An-30 - An-32 - An-70